# Зузана Гейдова
Зузана Гейдова (чеськ. Zuzana Hejdová; нар. 29 квітня 1977) — колишня чеська тенісистка.
Найвищу одиночну позицію світового рейтингу — 222 місце досягла 4 серпня 2003, парну — 140 місце — 29 вересня 2003 року.
Здобула 2 одиночні та 10 парних титулів туру ITF.
Завершила кар'єру 2005 року.

## Фінали ITF

### Одиночний розряд: 4 (2–2)
| Легенда          |
| ---------------- |
| Турніри $100,000 |
| Турніри $75,000  |
| Турніри $50,000  |
| Турніри $25,000  |
| Турніри $10,000  |

| Фінали за покриттям |
| ------------------- |
| Тверде (0–1)        |
| Ґрунт (2–1)         |
| Трава (0–0)         |
| Килим (0–0)         |

| Результат | Ранг | Дата          | Турнір                       | Покриття | Суперниця           | Рахунок            |
| --------- | ---- | ------------- | ---------------------------- | -------- | ------------------- | ------------------ |
| Поразка   | 1.   | 9 червня 1997 | ITF Кендзежин-Козьле, Польща | Ґрунт    | Мілена Неквапілова  | 3–6, 6–2, 3–6      |
| Перемога  | 1.   | 5 червня 2000 | ITF Вадуц, Ліхтенштейн       | Ґрунт    | Шеллі Стефенс       | 6–7(4–7), 6–2, 6–2 |
| Перемога  | 2.   | 3 липня 2000  | ITF Амерсфорт, Нідерланди    | Ґрунт    | Анаушка ван Ексел   | w/o                |
| Поразка   | 2.   | 1 квітня 2002 | ITF Коацакоалькос, Мексика   | Тверде   | Анастасія Родіонова | 3–6, 6–4, 4–6      |

### Парний розряд: 25 (10–15)
| Легенда          |
| ---------------- |
| Турніри $100,000 |
| Турніри $75,000  |
| Турніри $50,000  |
| Турніри $25,000  |
| Турніри $10,000  |

| Фінали за покриттям |
| ------------------- |
| Тверде (1–1)        |
| Ґрунт (9–12)        |
| Трава (0–0)         |
| Килим (0–2)         |

| Результат | Ранг | Дата              | Турнір                  | Покриття   | Партнерка                    | Суперниці                                  | Рахунок       |
| --------- | ---- | ----------------- | ----------------------- | ---------- | ---------------------------- | ------------------------------------------ | ------------- |
| Поразка   | 1.   | 8 травня 1995     | ITF Нітра, Словаччина   | Ґрунт      | Романа Черношкова            | Зузана Немшакова Татьяна Зеленайова        | 3–6, 3–6      |
| Перемога  | 1.   | 7 липня 1997      | ITF Ф'юмічіно, Італія   | Ґрунт      | Яна Макурова                 | Софія Фінер Анна Лінкова                   | 6–1, 6–1      |
| Перемога  | 2.   | 20 липня 1998     | ITF Камайоре, Італія    | Ґрунт      | Маріяна Ковачевич            | Х'яна Гутьєррес Еуженія Мая                | 6–2, 6–0      |
| Перемога  | 3.   | 9 листопада 1998  | ITF Боссонан, Швейцарія | Тверде (i) | Алена Вашкова                | Дая Беданова Зузана Ондрашкова             | 6–4, 7–6(7–5) |
| Поразка   | 2.   | 10 квітня 2000    | Хвар, Хорватія          | Ґрунт      | Петра Рацлавська             | Маріяна Ковачевич Мара Сантанджело         | 3–6, 6–4, 3–6 |
| Поразка   | 3.   | 5 червня 2000     | Вадуц, Ліхтенштейн      | Ґрунт      | Яна Макурова                 | Рева Гадсон Шеллі Стефенс                  | 2–6, 6–2, 2–6 |
| Поразка   | 4.   | 24 липня 2000     | Горб, Німеччина         | Ґрунт      | Крістен ван Елден            | Патрицья Бандуровська Марія Емілія Салерні | 3–6, 4–6      |
| Поразка   | 5.   | 28 серпня 2000    | Бад-Заульгау, Німеччина | Ґрунт      | Петра Новотнікова            | Ліз Фінлейсон Рева Гадсон                  | 0–6, 4–6      |
| Перемога  | 4.   | 25 вересня 2000   | Макарська 3, Хорватія   | Ґрунт      | Наташа Ґалауза               | Рамона Бут Едіна Галловіц-Халл             | 7–5, 6–3      |
| Поразка   | 6.   | 26 березня 2001   | Барі, Італія            | Ґрунт      | Ева Фіслова                  | Юлія Шруфф Ріта Тар'ян                     | 6–3, 5–7, 4–6 |
| Поразка   | 7.   | 2 квітня 2001     | Макарська 1, Хорватія   | Ґрунт      | Мервана Югич-Салкич          | Габріела Навратілова Петра Кучова          | 6–1, 2–6, 3–6 |
| Поразка   | 8.   | 5 листопада 2001  | Каїр 2, Єгипет          | Ґрунт      | Габріела Волекова            | Мілена Неквапілова Гана Шромова            | 3–6, 2–6      |
| Поразка   | 9.   | 3 грудня 2001     | Пругоніце, Чехія        | Килим (i)  | Рената Кучерова              | Ольга Виметалкова Габріела Навратілова     | 2–6, 3–6      |
| Поразка   | 10.  | 11 лютого 2002    | Бергамо, Італія         | Тверде (i) | Рената Кучерова              | Сільвія Дісдері Штефані Гайднер            | 5–7, 3–6      |
| Поразка   | 11.  | 11 березня 2002   | Макарська 2, Хорватія   | Ґрунт      | Сільвія Дісдері              | Тіна Герголд Євгенія Савранська            | 3–6, 5–7      |
| Перемога  | 5.   | 18 листопада 2002 | Довіль, Франція         | Ґрунт (i)  | Зузана Черна                 | Марія Гезненге Антоанета Пандєрова         | 6–4, 7–5      |
| Перемога  | 6.   | 9 червня 2003     | Вадуц, Ліхтенштейн      | Ґрунт      | Жофія Губачі                 | Петра Цетковська Яна Главачкова            | 6–4, 6–4      |
| Перемога  | 7.   | 7 липня 2003      | Торунь, Польща          | Ґрунт      | Антипіна Олена Володимирівна | Мірейлл Діттманн Гелена Еєсон              | 6–3, 6–3      |
| Поразка   | 12.  | 20 жовтня 2003    | Ополе, Польща           | Килим (i)  | Гана Шромова                 | Ольга Виметалкова Габріела Навратілова     | 4–6, 3–6      |
| Поразка   | 13.  | 17 листопада 2003 | Довіль, Франція         | Ґрунт (i)  | Марія Гезненге               | Полін Пармантьє Орелі Веді                 | 7–5, 2–6, 1–6 |
| Поразка   | 14.  | 15 березня 2004   | Рим 2, Італія           | Ґрунт      | Ленка Тварошкова             | Аліче Канепа Емілі Стеллато                | 6–4, 1–6, 5–7 |
| Перемога  | 8.   | 21 червня 2004    | Бостад, Швеція          | Ґрунт      | Ванесса Генке                | Мірейлл Діттманн Ганна Ноні                | 2–6, 6–2, 6–3 |
| Перемога  | 9.   | 20 червня 2005    | Давос, Швейцарія        | Ґрунт      | Андреа Петкович              | Петра Цетковська Сандра Мартинович         | 6–3, 6–2      |
| Поразка   | 15.  | 5 липня 2005      | Торунь, Польща          | Ґрунт      | Йоанна Сакович               | Надія Островська Євгенія Савранскі         | 1–6, 5–7      |
| Перемога  | 10.  | 12 липня 2005     | ITF Гархінг, Німеччина  | Ґрунт      | Ева-Марія Гох                | Ленка Длгополцова Лаура Зігемунд           | 4–6, 6–4, 6–3 |